# Pinillos de Polendos
Pinillos de Polendos es una localidad perteneciente al municipio de Escobar de Polendos, en la provincia de Segovia, comunidad autónoma de Castilla y León, España.

## Demografía
| 76            | 76 | 70 | 70 | 67 | 61 | 64 | 62 | 54 | 51 | 55 | 61 |
| (Fuente: INE) |    |    |    |    |    |    |    |    |    |    |    |

## Economía
La principal actividad económica de este municipio es la agricultura y la ganadería. Esta es una de las razones que han motivado el éxodo de su población más próspera hacia la ciudad. 

## Monumentos y fiestas
A pesar de sus pequeñas dimensiones consta de una iglesia situada a la entrada del pueblo.
Su patrona es la Virgen del Rosario y las fiestas en su honor se celebran el primer fin de semana de octubre. En estas fechas destacan los eventos religiosos, misas y procesiones, y también momentos festivos. Estos son capaces de reunir a todas aquellas personas, que aún no viviendo durante todo el año en Pinillos de Polendos, tiene algo o mucho que ver con este pueblo. Una cita muy importante dentro de la programación de las fiestas patronales es la "Milla en Calzoncillos", se trata de una carrera popular cuya única intención es de nuevo convocar a todo el pueblo para pasar un buen rato. Aunque en sus comienzos la participación femenina era prácticamente inexistente, en las últimas ediciones se han sumado cada vez más corredoras, ya que el único requisito es llevar calzoncillos. Se trata de un evento que con los años ha atraído a más visitantes de pueblos cercanos. Tanta importancia tiene, que incluso se agradece con premios a algunos participantes. Existen dos categorías que por un lado valoran el primero en llegar a la meta y por otro la originalidad del atuendo.
Pero no solo hay patrona, sino que San Pablo ejerce otro punto clave en la agenda de este municipio. Se trata de las fiestas en honor al patrón que se celebran en enero. Se trata de unas fiestas más modestas aunque le principal atractivo de estas es el reencuentro entre familiares, amigos y vecinos.

## Solidaridad para Mozambique
Pinillos de Polendos es conocido por su muestra anual de teatro aficionado. Se celebra cada sábado del mes de diciembre. Asisten grupos teatrales de la región con representaciones de lo más variadas, ponen en escena cuantos infantiles, tragedias clásicas, obras maestras de Lorca o dramas modernos. Toda la recaudación se destina a una región de Mozambique en la que un vecino de la localidad ha pasado años ayudando a mejorar la vida de otras personas.[cita requerida]